# Gérard Lebel
Pour les articles homonymes, voir Lebel.
Gérard Lebel, né le 12 janvier 1930 à Rivière-du-Loup et mort le 15 juillet 2020 à Québec, est un avocat, professeur, homme politique et juge québécois. Il a été député de la circonscription de Rivière-du-Loup à l'Assemblée nationale du Québec de 1966 à 1970, président de l'Assemblée nationale en 1968 et 1969 et ministre en 1969 et 1970.

## Biographie
Il est le fils d'Albert Lebel, marchand, et de Jeanne Côté. Il étudie au collège Saint-Patrice de Rivière-du-Loup, au collège de Sainte-Anne-de-la-Pocatière et à l'université Laval. Il est admis au Barreau du Québec le 8 juillet 1956. Il exerce comme avocat à Rivière-du-Loup en société avec Gaetan Pelletier et Denis Rioux et il est professeur à la faculté de droit de l'Université Laval.
Lors de l'élection générale québécoise de 1962, il est candidat de l'Union nationale dans la circonscription électorale de Rivière-du-Loup et est défait. À l'élection générale de 1966, il est de nouveau candidat de l'Union nationale et il est élu député de Rivière-du-Loup à l'Assemblée législative du Québec. Du 6 décembre 1966 au 22 octobre 1968, il est orateur suppléant (président suppléant) de l'Assemblée législative. Il est orateur (président) de l'Assemblée législative du 22 octobre 1968 au 31 décembre 1968 et président de l'Assemblée nationale du 1er janvier 1969 au 23 décembre 1969.  Du 23 décembre 1969 au 12 mai 1970, il est ministre des Communications dans le gouvernement Bertrand. À l'élection générale de 1970, il se présente de nouveau comme député mais il est défait par Paul Lafrance, le candidat du Parti libéral.
Il retourne à l'exercice et à l'enseignement du droit. En 1975, Gérard Lebel est élu bâtonnier du Barreau du Bas-Saint-Laurent,.
Le 5 septembre 1987, il est nommé juge à la Cour supérieure.
En 1961 il épousa Pierrette Beaulieu, ils ont un fils Claude.

## Titre honorifique
- 1969 : Conseil en loi de la reine (c.r.)

## Distinctions
- Médaille d'honneur de l'Assemblée nationale, 2014[4]